# 27-й армійський корпус (Третій Рейх)
XXVII-й (27-й) армі́йський ко́рпус (нім. XXVII. Armeekorps) — армійський корпус Вермахту за часів Другої світової війни.

## Історія
XXVII-й армійський корпус був сформований 26 серпня 1939 року в VII військовому окрузі (нім. Wehrkreis VII).

## Райони бойових дій
- Німеччина (серпень 1939 — травень 1940);
- Бельгія (травень 1940);
- Франція (травень 1940 — січень 1941);
- Генеральна губернія (січень — червень 1941);
- СРСР (центральний напрямок) (червень 1941 — серпень 1944);
- Польща та Німеччина (серпень 1944 — травень 1945).

## Командування

### Командири
- генерал від інфантерії Карл фон Прагер (нім. Karl von Prager) (26 серпня — 6 листопада 1939);
- генерал від інфантерії Альфред Вегер (нім. Alfred Wäger) (6 листопада 1939 — 23 грудня 1941);
- генерал-лейтенант барон Еккард фон Габленц (нім. Eccard Freiherr von Gablenz) (23 грудня 1941 — 13 січня 1942);
- генерал від інфантерії Йоахім Віттгефт (нім. Joachim Witthöft) (13 січня — 1 липня 1942);
- генерал-полковник Вальтер Вайс (нім. Walter Weiß) (1 липня 1942 — 3 лютого 1943);
- генерал-лейтенант Карл Бурдах (нім. Karl Burdach) (10 лютого — 8 червня 1943);
- генерал від інфантерії Пауль Фелькерс (нім. Paul Völckers) (8 червня 1943 — 9 липня 1944);
- генерал від інфантерії Гельмут Прісс (нім. Hellmuth Prieß) (27 липня — 21 жовтня 1944);
- генерал-лейтенант Вінценц Мюллер (нім. Vinzenz Müller) (21 — 26 жовтня 1944), ТВО;
- генерал артилерії Максиміліан Фельцманн (нім. Maximilian Felzmann) (26 жовтня 1944 — 15 квітня 1945);
- генерал від інфантерії Вальтер Гернляйн (нім. Walter Hörnlein) (15 квітня — 8 травня 1945).

## Бойовий склад 27-го армійського корпусу
Формування управління, забезпечення та підтримки
- 130-те артилерійське командування (Arko 130), також з перервами у листопаді 1939 — квітні 1940: Arko 27 та Arko 108
- 427-ме управління корпусного постачання (Korps-Nachschubtruppen 427);
- 427-й корпусний батальйон зв'язку (Korps-Nachrichten-Abteilung 427).

- 16-та піхотна дивізія (16. Infanterie-Division);
- 69-та піхотна дивізія (69. Infanterie-Division);
- 211-та піхотна дивізія (211. Infanterie-Division);
- 216-та піхотна дивізія (216. Infanterie-Division).

- 61-ша піхотна дивізія (61. Infanterie-Division);
- 225-та піхотна дивізія (225. Infanterie-Division);
- 253-тя піхотна дивізія (253. Infanterie-Division);
- 269-та піхотна дивізія (269. Infanterie-Division).

- 225-та піхотна дивізія;
- 253-тя піхотна дивізія;
- 269-та піхотна дивізія.

- 253-тя піхотна дивізія;
- 269-та піхотна дивізія.

- 211-та піхотна дивізія;
- 213-та піхотна дивізія (213. Infanterie-Division);
- 218-та піхотна дивізія (218. Infanterie-Division);
- 239-та піхотна дивізія (239. Infanterie-Division).

- 15-та піхотна дивізія (15. Infanterie-Division);
- 52-га піхотна дивізія (52. Infanterie-Division).

- 15-та піхотна дивізія;
- 52-га піхотна дивізія;
- 260-та піхотна дивізія (260. Infanterie-Division).

- 15-та піхотна дивізія;
- 52-га піхотна дивізія;
- 79-та піхотна дивізія (79. Infanterie-Division);
- 198-ма піхотна дивізія (198. Infanterie-Division);
- 260-та піхотна дивізія.

- 327-ма піхотна дивізія (327. Infanterie-Division);
- 335-та піхотна дивізія (335. Infanterie-Division);
- 337-ма піхотна дивізія (337. Infanterie-Division).

- 86-та піхотна дивізія (86. Infanterie-Division);
- 162-га піхотна дивізія (162. Infanterie-Division);
- 255-та піхотна дивізія (255. Infanterie-Division).

- 86-та піхотна дивізія;
- 129-та піхотна дивізія (129. Infanterie-Division);
- 162-га піхотна дивізія.

- 86-та піхотна дивізія;
- 129-та піхотна дивізія;
- 162-га піхотна дивізія;
- 251-ша піхотна дивізія (251. Infanterie-Division);
- 900-та навчальна бригада (Lehr-Brigade 900).

- 86-та піхотна дивізія;
- 129-та піхотна дивізія;
- 162-га піхотна дивізія;
- 251-ша піхотна дивізія.

- 110-та піхотна дивізія (110. Infanterie-Division);
- 129-та піхотна дивізія;
- 161-ша піхотна дивізія (161. Infanterie-Division).

- 1-ша танкова дивізія (1. Panzer-Division);
- 86-та піхотна дивізія.

- 1-ша танкова дивізія;
- 86-та піхотна дивізія;
- 206-та піхотна дивізія (206. Infanterie-Division);
- 251-ша піхотна дивізія (251. Infanterie-Division);
- 14-та моторизована дивізія (14. Infanterie-Division (mot);
- Дивізія СС «Дас Райх» (SS-Division "Das Reich").

- 86-та піхотна дивізія;
- 206-та піхотна дивізія;
- 251-ша піхотна дивізія;
- 14-та моторизована дивізія.

- 206-та піхотна дивізія;
- 251-ша піхотна дивізія;
- 253-тя піхотна дивізія;
- 14-та моторизована дивізія.

- 129-та піхотна дивізія;
- 161-ша піхотна дивізія;
- 256-та піхотна дивізія;
- 14-та моторизована дивізія.

- 6-та піхотна дивізія (6. Infanterie-Division);
- 72-га піхотна дивізія (72. Infanterie-Division);
- 87-ма піхотна дивізія (87. Infanterie-Division);
- 95-та піхотна дивізія (95. Infanterie-Division);
- 129-та піхотна дивізія;
- 251-ша піхотна дивізія (251. Infanterie-Division);
- 256-та піхотна дивізія.

- 6-та піхотна дивізія;
- 72-га піхотна дивізія;
- 87-ма піхотна дивізія;
- 95-та піхотна дивізія;
- 110-та піхотна дивізія (110. Infanterie-Division);
- 129-та піхотна дивізія;
- 251-ша піхотна дивізія;
- 256-та піхотна дивізія;
- 14-та моторизована дивізія;
- Дивізія «Гроссдойчланд» (Division "Großdeutschland").

- 6-та піхотна дивізія;
- 72-га піхотна дивізія;
- 87-ма піхотна дивізія;
- 95-та піхотна дивізія;
- 129-та піхотна дивізія;
- 206-та піхотна дивізія;
- 251-ша піхотна дивізія;
- 256-та піхотна дивізія;
- 9-та танкова дивізія (9. Panzer-Division).

- 6-та піхотна дивізія;
- 72-га піхотна дивізія;
- 95-та піхотна дивізія;
- 129-та піхотна дивізія.

- 6-та піхотна дивізія;
- 86-та піхотна дивізія;
- 95-та піхотна дивізія;
- 129-та піхотна дивізія.

- 52-га піхотна дивізія;
- 197-ма піхотна дивізія (197. Infanterie-Division);
- 246-та піхотна дивізія (246. Infanterie-Division);
- 256-та піхотна дивізія.

- 52-га піхотна дивізія;
- 113-та піхотна дивізія (113. Infanterie-Division);
- 197-ма піхотна дивізія;
- 246-та піхотна дивізія;
- 256-та піхотна дивізія;
- 25-та панцергренадерська дивізія (25. Panzergrenadier-Division);
- 18-та танкова дивізія (18. Panzer-Division).

- 25-та панцергренадерська дивізія;
- 78-ма штурмова дивізія (78. Sturm-Division).

- 25-та піхотна дивізія (25. Infanterie-Division);
- 25-та панцергренадерська дивізія;
- 78-ма штурмова дивізія.

- 25-та піхотна дивізія;
- 57-ма піхотна дивізія (57. Infanterie-Division);
- 78-ма штурмова дивізія.

- 25-та панцергренадерська дивізія;
- 57-ма піхотна дивізія (57. Infanterie-Division);
- 260-та піхотна дивізія (260. Infanterie-Division);
- 78-ма штурмова дивізія.

- 131-ша піхотна дивізія (131. Infanterie-Division);
- 196-та піхотна дивізія (196. Infanterie-Division);
- 547-ма гренадерська дивізія (547. Grenadier-Division).

- 131-ша піхотна дивізія;
- 547-ма гренадерська дивізія;
- 561-ша гренадерська дивізія (561. Grenadier-Division).

- 131-ша піхотна дивізія;
- 203-тя дивізія охорони (203. Sicherungs-Division);
- 286-та дивізія охорони (286. Sicherungs-Division);
- група Ганнібал (KG Hannibal).

- 35-та піхотна дивізія (35. Infanterie-Division);
- 252-га піхотна дивізія (252. Infanterie-Division);
- 542-га фольксгренадерська дивізія (542. Volks-Grenadier-Division);
- 7-ма танкова дивізія (7. Panzer-Division).

- 23-тя піхотна дивізія (23. Infanterie-Division);
- 35-та піхотна дивізія;
- 83-тя піхотна дивізія (83. Infanterie-Division);
- 232-га піхотна дивізія (232. Infanterie-Division);
- 357-ма піхотна дивізія (357. Infanterie-Division);
- 542-га фольксгренадерська дивізія.

- 23-тя танково-гренадерська дивізія СС «Недерланд» (1-ша голландська) (23.SS-Panzergrenadier-Division "Nederland" (niederl.Nr.1);
- 547-ма фольксгренадерська дивізія (547. Volks-Grenadier-Division).